# Дольна-Кольонія
Дольна-Кольонія (пол. Dolna Kolonia) — село в Польщі, у гміні Пекошув Келецького повіту Свентокшиського воєводства.
У 1975-1998 роках село належало до Келецького воєводства.